# 高純度鉄
高純度鉄は、明確な定義は無いが、鉄の中で比較的純度の高いのを一般に純鉄と呼び、それらと比較しさらに純度が高いものを高純度鉄と称する。そのうちでも純度が特に高い鉄を超高純度鉄と呼ぶこともある。
純度が高いほど延性などの機械特性が良好となるといった特徴的な物性を示す。

## 概要
純鉄の中には主にマンガン、リン、炭素、酸素、硫黄などの鉄以外の元素が多く含まれている。このため、今まで鉄の性質として捉えていたものは鉄本来のものではなく、これらの鉄以外の元素が含まれた鉄合金の性質とも考えることができる。これらの鉄中の不純物を限りなく低くすることで、鉄自身が持つ本来の性質を引き出すことが可能となる。現在、鉄を高純度化することで、延性が向上する、耐食性が向上する、合金化したときの加工性が良くなるなどの性質が確認されている。今後もこれらの特性を生かした新規材料開発が期待されている。
超高純度鉄では純度99.9996％も達成されており、開発者（東北大学金属材料研究所元客員教授の安彦兼次）の名前から「ABIKO-iron」と命名されている。製造コストは高いものの、錆が出ず、塩酸にも溶けないうえ、哺乳類細胞の接着・増殖ができ医療用金属材料への応用できる可能性がある。

## 製造方法
高純度鉄を製造する方法は大きく分けて2種類あり、乾式法と湿式法がある。乾式法は純鉄を真空中で溶解し脱ガスするVOD法や、純鉄を電極とし溶湯をドリップして精製するESR法などがある。一方、湿式法は酸を溶媒とし、鉄をイオン化させた浴にアノード電極（原料または不溶性陽極）とカソード電極（母板）を挿入し、電気を流してカソード側に鉄を析出させる方法がある。この電気分解を行う方法で特に純鉄をアノードとする方法を電解精製と呼び、これにより製造される高純度鉄を電解鉄と呼んでいる。
湿式法により精製された高純度鉄である電解鉄は日本国内で東邦亜鉛が唯一、工業規模で生産、販売を行っている。世界規模で見ても湿式法により精製された高純度の鉄において、トップシェアを誇る。

## 用途
乾式法により精製された高純度鉄は主に高級ステンレス用や発電機のガスタービンなどの原料に用いられている。湿式法で精製された、いわゆる電解鉄は大規模なところではジェット機のランディングギアや発電機のガスタービンなどの長期使用しても疲労破壊してはいけないような重要部分に用いられている。高純度鉄をベースメタルとして用いると、その合金の疲労強度は向上する。またNi合金やCu合金の添加元素にも使用されている。この他に研究開発や特殊合金、スパッタリング材などに使用されている。さらに日本の伝統技術である刀の製造原料にも用いられている。

## 今後の発展
人類にとって古くから鉄は身近な金属であり、多くの用途に使用されてきた。そして、金属の精製技術や分析技術の発展により、これまで難しいとされてきた鉄の高純度化も可能となり、工業規模での活用も行われている。未だ、全ては解明されていないがこの古くて新しい材料の特性を生かした高機能材料の新規開発が望まれる。